# Деяновский сельсовет
Деяновский сельсове́т — сельское поселение в составе Пильнинского района Нижегородской области России. Административный центр — село Деяново.

## История
Статус и границы сельского поселения установлены Законом Нижегородской области от 15 июня 2004 года № 60-З «О наделении муниципальных образований - городов, рабочих посёлков и сельсоветов Нижегородской области статусом городского, сельского поселения».
Законом Нижегородской области от 28 августа 2009 года № 144-З сельские поселения Деяновский сельсовет и Мальцевский сельсовет объединены в сельское поселение Деяновский сельсовет.

## Население
| 2002  | 2010  | 2012  | 2013  | 2014  | 2015  | 2016  |
| ----- | ----- | ----- | ----- | ----- | ----- | ----- |
| 1628  | ↘1265 | ↘1232 | ↘1220 | ↘1199 | ↘1153 | ↘1145 |
| 2017  | 2018  | 2019  | 2020  | 2021  |       |       |
| ↘1128 | ↘1103 | ↗1124 | ↘1112 | ↘1096 |       |       |

## Состав сельского поселения
| №  | Населённый пункт      | Тип населённого пункта       | Население |
| -- | --------------------- | ---------------------------- | --------- |
| 1  | Алисаново             | село                         | ↘23       |
| 2  | Андреевка             | деревня                      | ↘2        |
| 3  | Беловка               | деревня                      | ↘149      |
| 4  | Болобоново            | село                         | ↘121      |
| 5  | Большая Александровка | деревня                      | ↘23       |
| 6  | Борщиково             | деревня                      | ↘3        |
| 7  | Деяново               | село, административный центр | ↘518      |
| 8  | Левашовка             | деревня                      | ↘5        |
| 9  | Мальцево              | село                         | ↘230      |
| 10 | Озеровка              | деревня                      | ↘29       |
| 11 | Плетниха              | деревня                      | ↘0        |
| 12 | Романовка             | деревня                      | ↘93       |
| 13 | Тимофеевка            | деревня                      | ↗51       |
| 14 | Ульяновка             | деревня                      | ↘18       |

## Примечание
1. ↑  Нижегородская область. Общая площадь земель муниципального образования. Дата обращения: 7 января 2016. Архивировано 13 июня 2018 года.
2. 1 2  Итоги Всероссийской переписи населения 2020 года (по состоянию на 1 октября 2021 года)
3. ↑  Закон Нижегородской области от 15 июня 2004 года № 60-З «О наделении муниципальных образований - городов, рабочих посёлков и сельсоветов Нижегородской области статусом городского, сельского поселения». Дата обращения: 7 января 2016. Архивировано 5 ноября 2016 года.
4. ↑  Закон Нижегородской области от 28.08.2009 № 144-З «О преобразовании муниципальных образований — сельских поселений Ждановский сельсовет, Тенекаевский сельсовет, Деяновский сельсовет, Мальцевский сельсовет, Медянский сельсовет, Каменский сельсовет, Озерский сельсовет, Языковский сельсовет Пильнинского муниципального района Нижегородской области и о внесении изменений в отдельные законы Нижегородской области»
5. 1 2 3 4 5 6 7 8 9 10 11 12 13 14 15 16  Всероссийская перепись населения 2010 года. Численность и размещение населения Нижегородской области
6. ↑  Численность населения Российской Федерации по муниципальным образованиям. Таблица 35. Оценка численности постоянного населения на 1 январ
7. ↑  Численность населения Российской Федерации по муниципальным образованиям на 1 января 2013 года. Таблица 33. Численность населения городских округов, муниципальных районов, городских и сельских поселений, городских населённых пунктов, сельских населённых пунктов — Росстат, 2013. — 528 с.
8. ↑  Таблица 33. Численность населения Российской Федерации по муниципальным образованиям на 1 января 2014 года
9. ↑  Численность населения Российской Федерации по муниципальным образованиям на 1 января 2015 года
10. ↑  Численность населения Российской Федерации по муниципальным образованиям на 1 января 2016 года — 2018.
11. ↑  Численность населения Российской Федерации по муниципальным образованиям на 1 января 2017 года — М.: Росстат, 2017.
12. ↑  Численность населения Российской Федерации по муниципальным образованиям на 1 января 2018 года — М.: Росстат, 2018.
13. ↑  Численность населения Российской Федерации по муниципальным образованиям на 1 января 2019 года
14. ↑  Численность населения Российской Федерации по муниципальным образованиям на 1 января 2020 года